# Costanzana

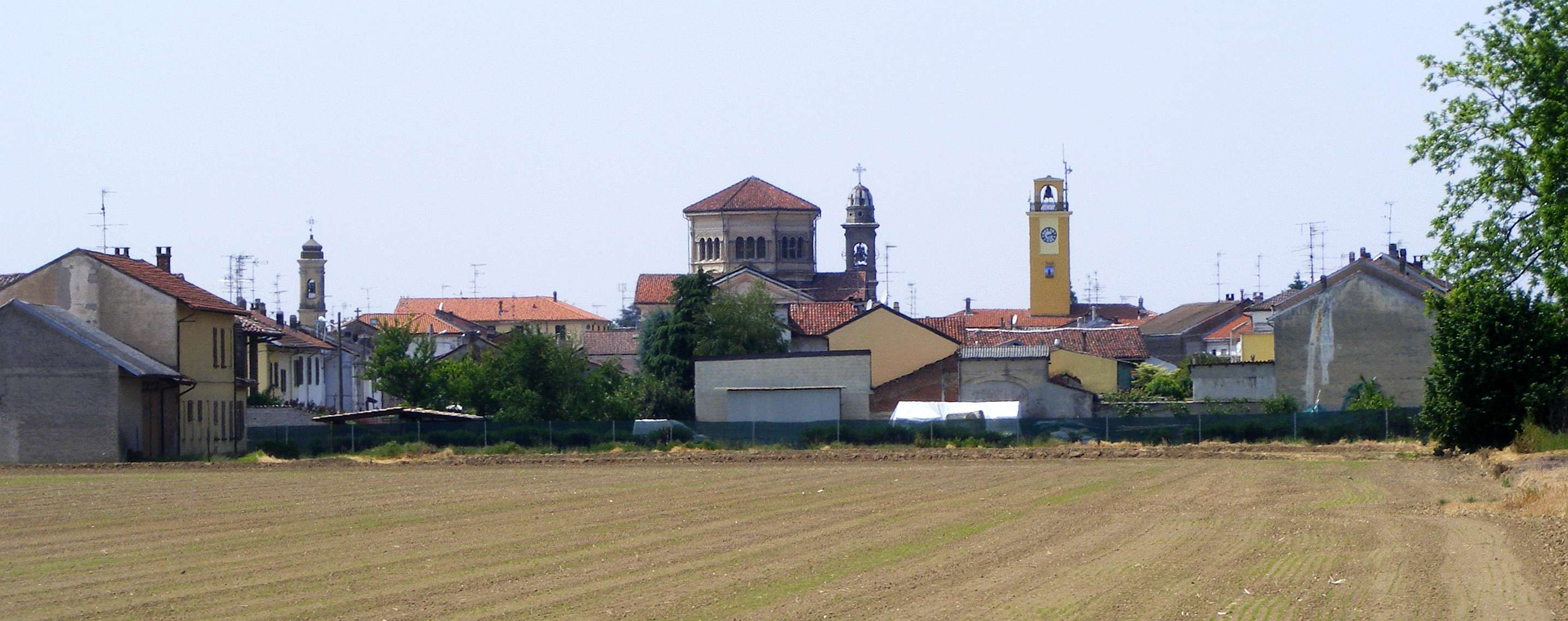
Panorama

Costanzana es una localidad y comune italiana de la provincia de Vercelli, región de Piamonte, con 896 habitantes.

## Evolución demográfica
| Gráfica de evolución demográfica de Costanzana entre 1861 y 2001 |
|                                                                  |
| Fuente ISTAT - elaboración gráfica de Wikipedia                  |